# فوزية شويش السالم
فوزية شويش السالم، شاعرة وكاتبة مسرحية وروائية، وكاتبة في صحيفة (الجريدة) الكويتية. لم تنشر عن نفسها أي معلومات شخصية، لا تاريخ الميلاد ولا عن كيفية اكتسابها لثقافتها ولا عن حياتها الاجتماعية، فقط ما أصدرته من كتب متنوعة، في المسرح والشعر والقصة والرواية، ومشاركاتها في الفعاليات والأنشطة الثقافية. ولكن من يقرأ أعمالها يدرك عمق الثقافة وشاعرية الأسلوب وإبداعا يستحق الاحترام.

## عنها
رغم إنها تكتب المسرحية والشعر والقصة القصيرة، إلا أنها تميزت في كتابة الرواية، ويتجلى إخلاصها للإبداع من خلال انعكاس ثقافتها وتجربتها في الحياة، فكما نجد في روايتها (حجر على حجر)، نكتشف مدى مصداقيتها وشاعريتها. تلمس المحبة والمصداقية والدهشة في كل موقف وفي كل صورة: (من هذه الأمكنة تلقيت صدمتي الثالثة. ومن هذه الصدمة بدأت علاقة عشق بيني وبين اليمن. أمكنة يعجز عن وصفها القلم. حضارة فوق الخيال.. وجمالٌ يهيمن على الروح بسحرٍ يصعب الفكاك منه.. ليس أمامك إلا الاستسلام والخضوع الكامل لسلطان يبسط نفوذه الطاغي على كل ما حوله.) 1 تلاحظ ثقافتها وإنسانيتها المحايدة في هذه المقارنات التاريخية، بين من يهدم ومن يبني، من يصنع جمالا ومن يصنع قبحا من يصنع ويخلف حضارة ومن يطمس ويدمر حضارات:(هل كل تواجد يترك خلفه وجود؟(...)هل هذا الوجود العربي في أسبانيا الذي ارتقى بهندسة العمارة والزراعة.. بفن الشعر والموسيقى.. بعلوم الفلك والطب والكيمياء ..علوم الفكر والفلسفة..رهافة الإحساس والشاعرية..يشبه ذاك الوجود البرتغالي الذي خلف دماءً..وجماجم..ونيرانا..أحرق المدن..والكتب..والتراث والحضارة..وأقام حصونا قبيحة ليست إلا معاقل للإجرام..والنهب والسرقة.)2.
شاركت «فوزية شويش السالم» في الكثير من الفعاليات الأدبية والثقافية في الكويت والقاهرة 
والإمارات

## مؤلفاتها المنشورة
1 (تداخلات الحزن والفرح) (مسرحية) 1989.
2 (إن تغنت القصائد أو انطفأت فهي بي) (ديوان شعر) 1995.
3 (حارسة المقبرة الوحيدة) (ديوان شعر) 1996.
4 الطوابق) (مسرحية) 1997.
5 (الشمس مذبوحة والليل محبوس)،
(رواية) 1997.
6 (النواخذة) (رواية) 1998.
7 (مزون وردة الصحراء) (رواية) 2000.
8 (حجر على حجر) (رواية) 2003.
9 (رجيم الكلام) (رواية) 2006.
10(سلالم النهار) (رواية) 2006.
11 (الموسيقى ماء أيضاً) (ديوان شعر)، 2010.
12 (موسيقى الحجر) (ديوان شعر) 2010.
13 (الجميلات الثلاث)رواية2017.